# Albert Klein von Wisenberg
Albert Klein von Wisenberg, (16. ledna 1807 Kociánov – 31. října 1877 Sobotín), byl rakouský podnikatel a politik z rodiny Kleinů, poslanec Říšské rady a Moravského zemského sněmu.

## Životopis
Vystudoval gymnázium v Brně a později měl domácího učitele v Rajhradě, kde studoval i v tamním benediktinském klášteře. Od roku 1836 spolu s bratrem Franzem vedl rodinnou firmu. Společně koupili v roce 1844 panství Loučná nad Desnou, včetně pivovarů, pil a železáren. V letech 1844–1856 byl zástupcem rodinné firmy v Praze – vedl zde stavbu silnic a železniční tratě do Olomouce. Po Franzově smrti se vrátil na Moravu, aby po něm převzal vedení firmy. V téže době zemřel i bratr Hubert a Albert místo něj vedl i doly na Slovácku. Investoval do zemědělských usedlostí - v roce 1869 koupil slezský velkostatek a zámek Jindřichov a statek Damašek, o 4 roky později zase jihomoravský velkostatek Kostelec, statky Ždánice a Skalka a domy ve Vídni. Pod jeho vedením zažila rodinná firma významný rozkvět – podílela se na velkých železničních stavbách (např. na české západní dráze, dráze císařovny Alžběty nebo moravsko-slezské ústřední dráze), byla rozšířena hutní výroba. V roce 1873 ale nastala ekonomická krize a stavební a průmyslové podniky se dostaly do potíží.
V moravských zemských volbách 1861 byl zvolen ve velkostatkářské kurii (II. sbor) poslancem Moravského zemského sněmu. Mandát pak sice nezískal ve volbách v lednu 1867, ale na sněm se vrátil po volbách v březnu 1867 a mandát obhájil i ve volbách v roce 1870. Sněm jej v roce 1863 navíc zvolil poslancem Říšské rady. Nebyl na sněmu příliš aktivní.
V roce 1841 se oženil s Amalií Langerovou (1820–1899), sestrou jeho švagrové (manželky bratra Libora), a měl s ní 11 dětí, z nichž pouze 8 se dožilo dospělosti:
- 1. Albert (4. 9. 1842, Brno – 9. 3. 1870, Vídeň)
- 2. Hubert (28. 11. 1843, Praha – 2. 1. 1844, tamtéž)
- 3. Amálie (28. 1. 1845, Praha – 11. 1. 1846, tamtéž)
- 4. Julie (29. 7. 1846, Praha), zemřela brzy po narození
- 5. Marie Edle (21. 8. 1847, Vizmberk – 11. 7. 1870, Mödling), manž. 1867 Friedrich Schüller (8. 4. 1832 – 29. 5. 1894)
- 6. Hubert II. (24. 10. 1848 Praha – 6. 10. 1911, Sobotín), manž. 1883 Julie Marie Pillersdorfová (25. 10. 1859 Trenčín – 9. 10. 1919, Vídeň)
- 7. Friedrich (8. 4. 1850, Praha – 12. 8. 1915, Jindřichov), manž. 1895 Julie Stepska–Doliwa (16. 4. 1872, Štýrský Hradec – 27. 6. 1961, Benátky)
- 8. Vilém (29. 6. 1851, Praha – 25. 10. 1913, Vídeň), svobodný a bezdětný
- 9. Julie (7. 1. 1853, Praha – 4. 6. 1923, Merano), svobodná a bezdětná
- 10. Amálie (24. 8. 1854, Sobotín – 20. 7. 1910, Vídeň), manž. 1883 Karel Nádherný z Borutína (6. 3. 1849, Praha – 26. 3. 1895, Vrchotovy Janovice)
- 11. Josef (22. 1. 1856, Praha – 12. 3. 1877, Vídeň), svobodný a bezdětný

Za své podnikatelské úspěchy byl roku 1858 povýšen do šlechtického stavu s predikátem von Wisenberg (nikoli Wiesenberg, jak se často uvádí), roku 1864 se stal rytířem a roku 1872 byl povýšen do stavu svobodných pánů. Na svém erbu nechal zobrazit 4 spojené ruce, které měly symbolizovat rodinnou spolupráci a vzájemnost. Stal se také čestným občanem Sobotína, Brna a Prahy. Byl známý svou dobročinností a podporoval umění.
Zemřel v roce 1877 a byl pochován v hrobce u zdi sobotínského kostela. Jeho dědic Friedrich Klein von Wisenberg pak nechal přesunout ostatky zde pohřbených členů rodiny do nové hrobky v Sobotíně postavené v letech 1880 až 1887.